# 2025年山东高密友道化学有限公司爆炸事故

氯虫苯甲酰胺，友道化学有限公司的主要产品

2025年5月27日中午11:57左右，中华人民共和国山东省潍坊市高密市的山东友道化学有限公司工厂发生爆炸事故，造成至少5人死亡，19人受伤，6人失踪。爆炸威力震碎了附近建筑的窗户，并产生巨大的浓烟柱。

## 背景
山东友道化学有限公司是一家成立于2019年的化工企业，位于山东省潍坊市高密市仁和化工园区。公司专注于采用连续流技术生产农药和医药中间体，是豪迈集团的子公司，被认为是全球最大的氯虫苯甲酰胺生产商，年产量约11,000吨。

## 爆炸
爆炸于2025年5月27日上午11:57发生在工厂的一个车间内。目击者报告称，爆炸产生了巨大的火球，浓烟升至数百米高空。爆炸的冲击波震碎了3公里内住宅区的窗户，并在6公里外仍可感受到震动。

## 伤亡与破坏
截至2025年5月27日，爆炸造成5人死亡，19人受伤，6人失踪。爆炸对工厂及周边地区造成了重大破坏，包括附近建筑的窗户破裂和结构损坏。

## 响应
事故发生后，当地消防部门出动了55辆消防车和232名救援人员。应急管理部还部署了国家消防救援队和专业工作场所应急响应单位，协助搜救工作，并持续至夜间。

## 调查
爆炸原因目前正在调查中。当局尚未发布有关爆炸原因的任何信息。2025年5月28日，国务院安全生产委员会决定对此次事故挂牌督办。